# Tecnosfera
A tecnosfera abrange as estruturas constituídas pelo trabalho humano no espaço da biosfera. As comunidades organizam sua vida social e suas relações com a biosfera e a tecnosfera através de um complexo conjunto de instituições sócio-político-econômico-culturais.
Compreende o âmbito das invenções que nos cercam e os procedimentos criteriosos. Considerando que, a palavra tecnologia pode ser dividida, como em informática, hardware e software. Trocando em miúdos, há um campo estrutural e outro dinâmico, compondo a "tecnosfera".
Poderíamos definir a tecnosfera como O Mundo do Homem, a "camada tecnológica que se produz pela intervenção humana ao longo da litosfera, atmosfera, hidrosfera e biosfera terrestres". Um exemplo de intervenção na biosfera é a plantação de lavouras, por exemplo. Como intervenção na hidrosfera poderíamos destacar os complexos de represas e as estruturas intra-marinas como plataformas de petróleo e meios de transporte. É importante salientar, contudo, que qualquer intervenção de engenharia humana no planeta sempre modifica mais de uma das esferas citadas acima concomitantemente.
Com a expansão espacial podemos dizer que a tecnosfera já ultrapassou os limites da superfície e atmosfera terrestres. Já existe um complexo sistema de satélites artificiais na órbita da Terra e inúmeras sondas monitorando e explorando o Sistema Solar próximo.
Deve-se observar que tecnosfera não é apenas o conjunto de estruturas fisicas desenvolvidas pela raça humana, mas também o conhecimento e a cultura, que em última análise, são coisas abstratas. Um dos maiores dilemas da humanidade no presente século é justamente como continuar o desenvolvimento da tecnosfera, de modo a levar seus benefícios a todos os povos, sem impactar de forma destrutiva o ecossistema do planeta. Até agora o modelo de desenvolvimento implementado tem se mostrado insustentável. Podemos afirmar que a força motriz da expansão da tecnosfera na atualidade obedece a duas lógicas principais: a cultura de consumo e a busca do lucro como premissa básica do desenvolvimento.